# Middelburg (Reeuwijk)
Middelburg je vesnice v Nizozemsku. Je součástí obce Reeuwijk v provincii Jižní Holandsko. Leží asi 5 km severně od města Gouda.
Spolu s blízkým okolím má asi 260 obyvatel.